# Über den Wolken (Album)
Über den Wolken (Untertitel: Lieder aus vier Jahrzehnten von Orpheus bis Rüm Hart) ist ein Kompilationsalbum des deutschen Liedermachers Reinhard Mey und erschien am 1. Dezember 2003 bei EMI. Es ist benannt nach seinem bekannten Lied Über den Wolken, das 1974 erschien.
Auf dem Album sind 67 Lieder von Reinhard Mey auf vier CDs von 1967 bis 2002 zu finden.

## Inhalt

### CD 1: 1967 bis 1977
Auf dieser CD sind die bekanntesten Lieder der ersten zehn Jahre zu finden: Von Ich wollte wie Orpheus singen über Ankomme Freitag, den 13., Der Mörder ist immer der Gärtner, Annabelle, ach Annabelle, Mein achtel Lorbeerblatt bis hin zu Die heiße Schlacht am kalten Büffet, Über den Wolken, Die Zeit des Gauklers ist vorbei, Es gibt Tage, da wünscht’ ich, ich wär’ mein Hund und Einen Antrag auf Erteilung eines Antragformulars oder Menschenjunges.

### CD 2: 1979 bis 1994
Auf der zweiten CD sind Lieder wie Zeugnistag, Keine ruhige Minute, Jahreszeiten, Freundliche Gesichter oder Nein, meine Söhne geb’ ich nicht, Aller guten Dinge sind drei, 50! Was jetzt schon? und Die Kinder von Izieu.

### CD 3: 1994 bis 2002
Auf der nächsten CD gibt es bekannte Lieder des Liedermachers wie Ich liebe meine Küche, Sei wachsam, Poeter, Kaspar, Das Narrenschiff, Der Biker oder What a lucky man you are, Viertel vor sieben und Rüm Hart zu hören.

### CD 4: Duette und Raritäten
Auf der letzten CD sind Duette und Raritäten zu finden: So Die Mädchen in den Schenken, das Lied zum Walt-Disney Film Robin Hood Nicht in Nottingham, das Holländische Wie vor Jahr und Tag (Als de dag van toen) und Duette mit Gunther Emmerlich (Gute Nacht, Freunde), mit Ina Deter (Einfach abhaun, einfach gehn).
Die 12 Weihnachtstage sind ebenso vorhanden wie französische Lieder: Que sont devenues les fleurs (dt. Sag mir, wo die Blumen sind) und Une cruche en pierre (dt. Ein Krug aus Stein). Auch Live-Aufnahmen der Lieder Diplomatenjagd und Frieden sind auf der CD, neben dem englischen Emely Anne.
Reinhard Mey veröffentlichte auf dieser CD das Lied Jalalabad, das er mit I Muvrini aufnahm und das im darauffolgenden Jahr offiziell erschien.

## Titelliste
CD 1:
1. Ich wollte wie Orpheus singen – 2:23
2. Hauptbahnhof Hamm – 2:12
3. Ankomme Freitag, den 13. – 4:53
4. Komm, gieß’ mein Glas noch einmal ein – 4:13
5. Der Mörder ist immer der Gärtner – 4:52
6. Annabelle, ach Annabelle – 4:04
7. Die heiße Schlacht am kalten Büffet – 3:18
8. Mein achtel Lorbeerblatt – 3:30
9. Herbstgewitter über Dächern – 3:13
10. Ich bin Klempner von Beruf – 3:27
11. Über den Wolken – 3:49
12. Es gibt keine Maikäfer mehr – 4:15
13. Wie ein Baum, den man fällt – 3:45
14. Die Zeit des Gauklers ist vorbei – 4:15
15. Es gibt Tage, da wünscht’ ich, ich wär’ mein Hund – 3:41
16. ... es bleibt eine Narbe zurück – 3:20
17. Ein Antrag auf Erteilung eines Antragformulars – 5:43
18. Menschenjunges – 5:22

CD 2:
1. Zeugnistag – 4:21
2. Keine ruhige Minute – 2:28
3. Sommermorgen – 3:23
4. Kleiner Kamerad – 4:06
5. Jahreszeiten – 4:19
6. Freundliche Gesichter – 3:45
7. Die erste Stunde – 3:07
8. Es ist Weihnachtstag – 2:47
9. Ein Stück Musik von Hand gemacht – 3:54
10. Nein, meine Söhne geb’ ich nicht – 4:54
11. Aller guten Dinge sind drei – 3:14
12. Kleines Mädchen – 3:47
13. Ich hab’ meine Rostlaube tiefergelegt – 4:05
14. 50! Was jetzt schon? – 3:40
15. Du bist ein Riese, Max! – 3:48
16. Ich liebe dich – 3:32
17. 51er Kapitän – 5:54
18. Die Kinder von Izieu – 5:11

CD 3:
1. Ich liebe meine Küche – 3:58
2. Sei wachsam – 5:08
3. Pöter – 4:46
4. Kaspar – 5:52
5. Gib mir Musik – 5:10
6. Das Narrenschiff – 6:55
7. Der Biker – 6:08
8. What a lucky man you are – 6:16
9. Viertel vor sieben – 5:40
10. Serafina – 7:12
11. Einhandsegler – 4:52
12. Lass’ Liebe auf uns regnen – 5:32
13. Rüm Hart – 6:27

CD 4:
1. Die Mädchen in den Schenken – 2:38
2. Nicht in Nottingham – 1:43
3. Als de dag van toen – 4:35
4. Gute Nacht, Freunde – 2:47
5. Alle Soldaten wolln nach Haus – 6:07
6. So trolln wir uns ganz fromm und sacht – 2:43
7. Die 12 Weihnachtstage – 5:17
8. Einfach abhaun, einfach gehn – 3:46
9. Emely Anne – 5:39
10. Que sont devenues les fleurs – 3:50
11. Willst du dein Herz mir schenken? – 3:01
12. Schenk mir diese Nacht – 4:39
13. Jalalabad – 4:28
14. Une cruche en pierre – 2:21
15. Diplomatenjagd – 4:23
16. Frieden – 5:38
17. Es ist an der Zeit – 5:28